# Carol Hanisch
Carol Hanisch, född 1942 i Iowa, är en amerikansk radikalfeministisk aktivist. Hon är bland annat känd för att ha lanserat mottot "the personal is political", vilket framhäver sambandet mellan personliga erfarenheter å ena sidan och sociala och politiska strukturer å den andra sidan.

## Biografi
År 1967 grundade Hanish New York Radical Women (NYRW) tillsammans med Robin Morgan, Shulamith Firestone och Pam Allen. Gruppen blev känd när dess medlemmar vid Miss America-tävlingen 1968 vecklade ut en banderoll med orden: "Women's Liberation". När NYRW upplöstes bildade Ellen Willis och Shulamith Firestone 1969 en ny sammanslutning – Redstockings of the Women's Liberation Movement (RWLM). Gruppen upplöstes dock redan året därpå. År 1973 nygrundades RWLM av Hanish, Kathie Sarachild, Patricia Mainardi och Barbara Leon.
Hanish publicerade 1992 artikeln "’She Asked For It!’ Did She?" i Hudson Valley Woman, i vilken hon skriver om alla tillfällen som hon själv hade kunnat bli våldtagen: när hon handlat livsmedel sent om kvällen, när hon låtit hantverkare komma in i sitt hem, när hon besökt män, antingen i deras hem eller på ett hotellrum. Hanish avvisar tanken att män "föds till att våldta", att alla män skulle utgöra potentiella våldtäktsmän. Hon argumenterar för att det inte alls rör sig om biologisk determinism, utan om politik. Hanish hävdar att män har ett övertag över kvinnor, då samhället ofta står på mannens sida.